# دوك آر. لي
دوك آر. لي (بالإنجليزية: Duke R. Lee)‏ هو ممثل أمريكي، ولد في 13 مايو 1881 بفرجينيا في الولايات المتحدة، وتوفي في 1 أبريل 1959 بلوس أنجلوس في الولايات المتحدة.

## أعمال

### أفلام
- (1939) عربة الجياد

## وصلات خارجية
- دوك آر. لي على موقع IMDb (الإنجليزية)
- دوك آر. لي على موقع ألو سيني (الفرنسية)
- دوك آر. لي على موقع قاعدة بيانات الأفلام السويدية (السويدية)
- دوك آر. لي على موقع قاعدة بيانات الفيلم (الإنجليزية)
- دوك آر. لي على موقع كينوبويسك (الروسية)